# Krüger (entreprise)
Pour les articles homonymes, voir Kruger.
Ne doit pas être confondu avec Kruger (entreprise).
Krüger Gmbh & Co KG est un fabricant de denrées alimentaires allemand établi à Bergisch Gladbach. L'entreprise est le leader à l'échelle européenne sur le marché des produits instantanés tels que le café, le cacao ou le thé, et elle est l’un des trois plus grands producteurs d’édulcorants industriels au monde. 
Willibert Krüger, entrepreneur et associé gérant (jusqu’à fin 2012), a créé une niche de marché en organisant le thé au citron en 1971. Grâce aux nouvelles technologies disponibles dans les années 1970, Krüger est devenu l’un des plus grands fournisseurs de produits instantanés en Europe. L'entreprise a également élargi son portefeuille à d’autres produits alimentaires et de luxe.
Jusqu’à présent, Krüger n’a pas cessé de générer de la croissance en approvisionnant des magasins discount, notamment Aldi, dans le monde entier.
Poursuivant une stratégie d'intégration verticale, l'entreprise a racheté en 1991 les usines laitières de Mittellbe (anciennement VEB Milchmilchwerke Stendal). 
Depuis 2009, Kruger a acquis du groupe WAWI la société Fuchs & Hoffmann Gmbh de Bexbach, un producteur de produits semi-finis à base de cacao.